# Intervencionismo (relações internacionais)

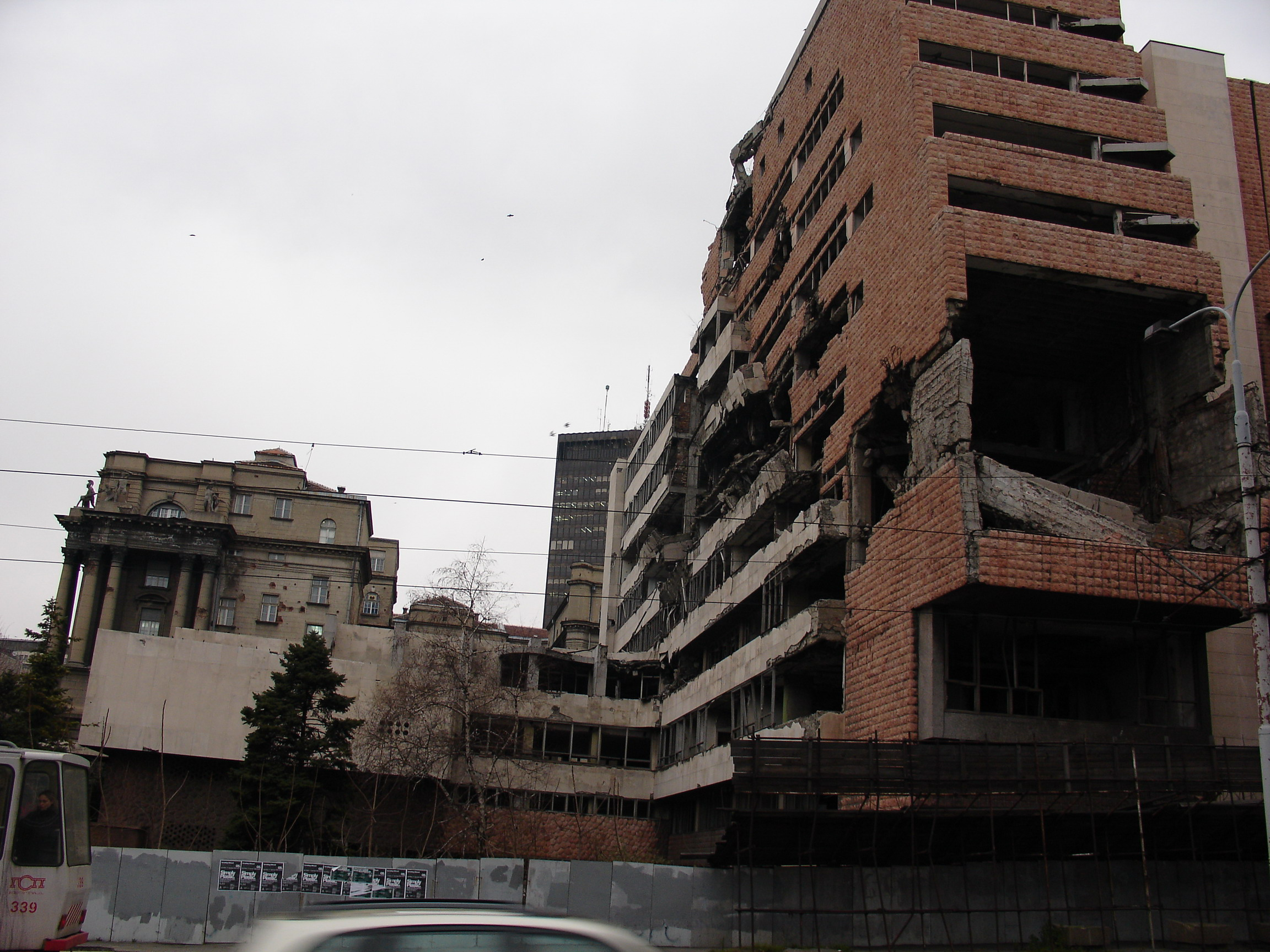
Edifício-sede do Exército Iugoslavo danificado pelos bombardeios da OTAN durante a invasão de 1999

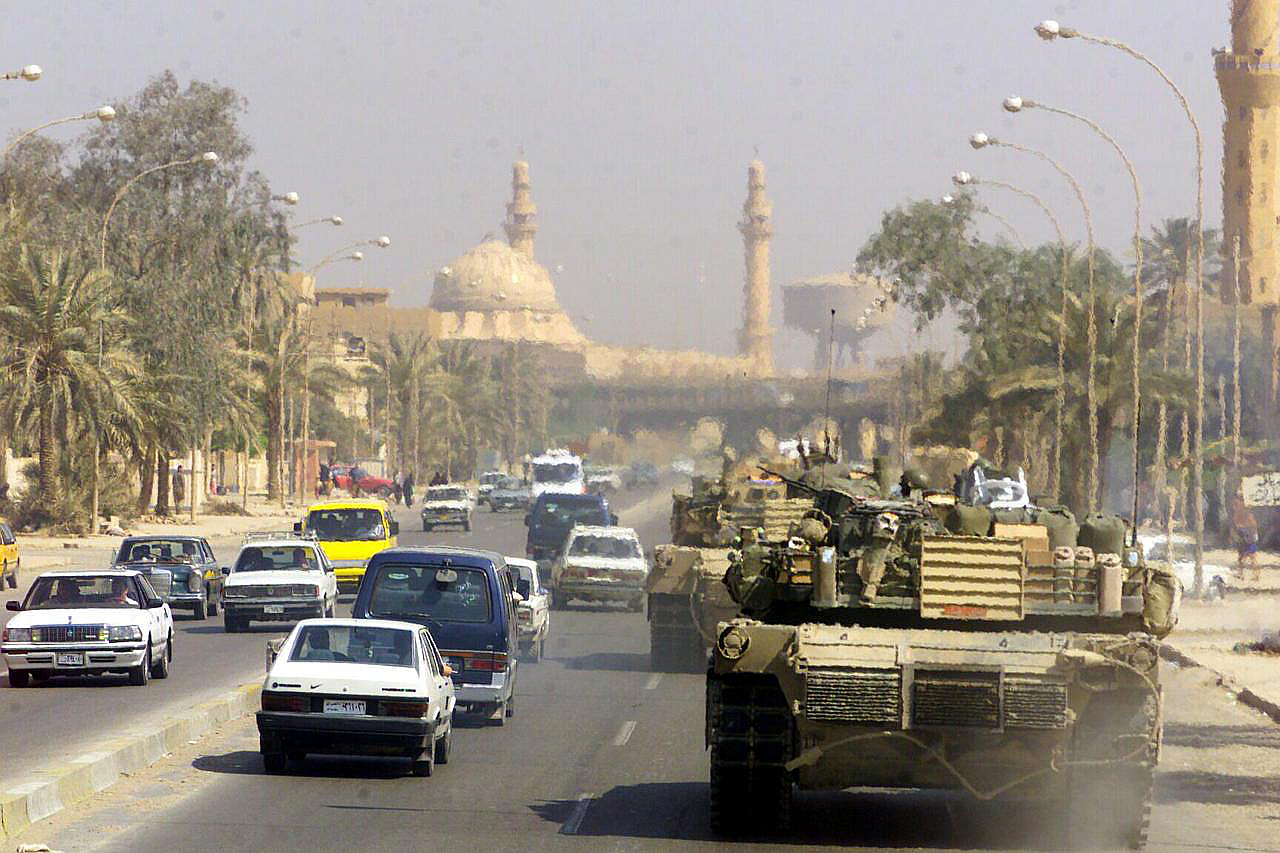
Tanques estadunidenses entrando em Bagdá em 2003

Intervencionismo é um termo para uma política de atividade não defensiva (pró-ativa) empreendida por um Estado-nação ou outra jurisdição geopolítica de natureza menor ou maior, para manipular uma economia e / ou sociedade. As aplicações mais comuns do termo são para o intervencionismo estrangeiro (uma intervenção de um Estado nos assuntos de uma outra nação como parte de sua política externa).
Refere-se a uma prática política de intervenção, particularmente à prática de governos de interferir em assuntos políticos de outros países, realizando intervenções militares ou comerciais. A intervenção militar, como questão principal, foi definida no contexto das relações internacionais como "o destacamento de militares através de fronteiras reconhecidas com o objetivo de determinar a estrutura de autoridade política no Estado alvo". As intervenções podem ser apenas focadas em alterar as estruturas de autoridade política, mas também ser conduzidas para fins humanitários, bem como cobrança de dívidas.
Em política internacional, denomina-se intervencionismo ao conjunto de atos mediante os quais um Estado procura influir sobre as decisões de outro de forma não legítima, com ou sem o uso da força. Historicamente, essas práticas foram frequentes, com finalidades políticas e econômicas. Foram adotadas, por exemplo, durante o segundo pós-guerra, na chamada Guerra Fria, no sentido de manter um certo equilíbrio geopolítico entre os blocos de poder hegemônicos - a OTAN (constituída pelos países capitalistas do Ocidente, capitaneados pelos Estados Unidos) e o Pacto de Varsóvia (integrado pelos países comunistas da União Soviética e seus aliados). Na América Latina, os Estados Unidos mantinham, no Canal do Panamá, sob sua jurisdição, a famosa Escola das Américas, destinada a treinar militares e apoiar regimes ditatoriais pró-americanos, o que pode ser configurado como uma prática intervencionista.

## Exemplos históricos
1800-1900
- Primeira Guerra do Ópio (1839-1842) e Segunda Guerra do Ópio (1856-1860) na China, após a dinastia Qing impedir o tráfico de ópio britânico para as partes costeiras da China. O Império Britânico, impulsionado pela ideologia do livre comércio de Adam Smith e pela perda de lucros, respondeu com uma intervenção militar para forçar a dinastia Qing a assinar os tratados "free for us", conhecidos como Tratado de Nanquim e Tratado de Tianjin.[3][4]

1900-1990
- Aliança das Oito Nações formada pelos Estados Unidos, Japão e várias potências europeias, organizadas para reprimir a Rebelião Boxer na China.
- Intervenção dos Aliados na Guerra Civil Russa, intervenção estrangeira multilateral dos aliados ocidentais na Guerra Civil Russa.
- Guerra da Coreia, intervenção multilateral por forças sob o Comando das Nações Unidas na Coreia.
- Golpe de Estado no Irã em 1953, intervenção encoberta no Irã pelas agências de inteligência estadunidense (CIA) e britânica (SIS) para reinstalar o Xá após a eleição de Mohammad Mosaddegh.

1990-2000
- Guerra do Golfo, intervenção estrangeira multilateral da OTAN e Coalizão.
- Intervenção militar na Iugoslávia em 1999, intervenção estrangeira multilateral da OTAN na Guerra do Kosovo.

2000-presente
- Invasão do Iraque em 2003, intervenção estrangeira unilateral com base na Doutrina Bush para invasão, mudança de regime e ocupação.
- Intervenção militar na Líbia em 2011, intervenção multilateral da OTAN.